# Max Thiel
Max Thiel (* 21. März 2000 in Lörrach) ist ein deutscher Rollhockeyspieler, der national und international aktiv ist.

## Karriere
Max Thiel ist der Sohn des Rollhockeyspielers Andreas Thiel und Bruder der ebenfalls aktiven Rollhockeyspielerin Hannah Thiel. Er wuchs in Remscheid auf und fand durch seinen Vater bereits in sehr jungen Jahren Gefallen an der Sportart Rollhockey. Mit fünf Jahren begann er mit dem Lauftraining bei der U9-Mannschaft des RSC Cronenberg und durchlief danach alle Jugendmannschaften des Vereins bis zur U20. Bis zur Mittleren Reife im Jahr 2015 besuchte er die Friedrich-Bayer-Realschule in Wuppertal-Cronenberg, die im „Verbundsystem Schule-Leistungssport“ in NRW eingebunden ist. In dieser Zeit gewann er im Jahr 2012 die deutschen Meisterschaften mit den Mannschaften der Altersklassen U13 und U14 des RSC Cronenberg und wurde 2013 Deutscher Vizemeister mit der Mannschaft der Altersklasse U15.
Auf Grund seines Talents wurde Thiel früh in die NRW-Verbandsmannschaften und Nationalteams der jeweiligen Altersklassen berufen und gewann in den Jahren 2013 und 2014 in der Altersklasse U15 mit der NRW-Auswahlmannschaft den Titel eines Landes- und Vizelandesmeisters.
Seine internationale Karriere begann 2014 mit seiner Berufung als 15-Jähriger in die U17-Nationalmannschaft, mit der er bis 2017 an den U17-Europameisterschaften teilnahm.
Im Jahr 2017 errang Thiel in der Altersklasse U20 mit der U20-Mannschaft des RSC erneut den Titel des deutschen Meisters. Danach wechselte er im Sommer 2017 für zehn Monate erstmalig nach Spanien zum Club Pati Vic, der dort in der höchsten spanischen Rollhockeyliga, der OK Liga, spielt. Beim Club Pati Vic spielte Max Thiel in der Saison 2017/2018 in den U19- und U21-Mannschaften. Mit der U19-Mannschaft wurde er katalanischer Meister und spanischer Vize-Meister.
In das Jahr 2018 fiel dann auch sein Länderspieldebüt in der Nationalmannschaft bei der Rollhockey-Europameisterschaft im spanischen La Coruna.
Nach seiner Rückkehr aus Spanien zum RSC Cronenberg errang er 2019 mit der ersten Herrenmannschaft den Sieg im deutschen DRIV-Pokal, zugleich erfolgte der Ruf in die U20-Nationalmannschaft, mit der er als Kapitän in Portugal den 4. Platz errang. Ebenfalls 2019 erfolgte seine erneute Berufung in den Kader der Herrennationalmannschaft für die World Games 2019 sowie sein Einsatz in der Herrennationalmannschaft bei der Rollhockeyweltmeisterschaft in Barcelona. Parallel dazu trainierte er in dem Jahr die U13-Mannschaft des RSC Cronenberg.
Nachdem Thiel im Sommer 2020 auf der gymnasialen Oberstufe des Carl-Fuhlrott-Gymnasiums (CFG) in Wuppertal-Cronenberg sein Abitur bestanden hatte, wechselte er erneut in die spanische OK Liga zum Club Hoquei Lloret in Lloret de Mar. Darüber hinaus ist er aktuell als Student an der IST Hochschule für Marketing und Management in Düsseldorf für den Studiengang Sportbusiness und Management eingeschrieben. Im Juli 2021 wechselte Thiel in die italienische Rollhockey-Liga Serie A1 zu Correggio Hockey. Seit Sommer 2022 spielt er bei Telea Medical Sandrigo Hockey.

### Jugendverbandsmannschaften und -nationalmannschaften
- 2013: Landesmeister mit der U 15-Mannschaft NRW
- 2014: Vizelandesmeister mit der U 15-Mannschaft NRW
- 2014: Teilnahme an der U 17-Europameisterschaft in Frankreich (7. Platz)
- 2015: Teilnahme an der U 17-Europameisterschaft in Portugal (5. Platz)
- 2018: Teilnahme an der U 20-Europameisterschaft in Portugal (4. Platz und Mannschaftskapitän)[13]

### Nationalmannschaft
- 2018: Teilnahme an der Rollhockey-Europameisterschaft in Spanien (7. Platz)
- 2018: Debüt in der Nationalmannschaft bei der Rollhockey-Europameisterschaft im spanischen La Coruna[14]
- 2019: Berufung in den Kader der Herrennationalmannschaft für World Games 2019[15]
- 2019: Rollhockeyweltmeisterschaft in Barcelona[16]
- 2021: Rollhockey-Europameisterschaft in Paredes / Portugal (5. Platz)[17]
- 2022: World Skate Games in San Juan (Argentinien) (8. Platz)[18]